# Dongou
Dongou – miasto w północno-wschodnim Kongu, w departamencie Likouala. Według danych na rok 2007 liczyło 7 060 mieszkańców.